# Jaskinia Wierzchowska Górna
Die Höhle Jaskinia Wierzchowska Górna (deutsch: Obere Wierzchowska Höhle) ist eine Schau- und Tropfsteinhöhle im Tal Dolina Kluczwody im Massiv des Krakau-Tschenstochauer Juras in Polen.
Der Name rührt vom Ort Wierzchowie.
Die Höhle ist ca. 975 Meter lang und hat edrei Öffnungen auf einer Höhe von ca. 388 m n.p.m. bis ca. 399 m n.p.m.